# Roby Young
Reuven Young, plus connu sous le nom de Roby Young (hébreu : רובי יאנג) (né le 15 mai 1942 à Haïfa, à l'époque en Palestine mandataire, aujourd'hui en Israël) est un joueur de football international israélien, qui évoluait au poste de défenseur.

## Biographie

### Carrière en sélection
Avec l'équipe d'Israël, il a joué 50 matchs (pour 8 buts inscrits) entre 1961 et 1969. Il figure dans le groupe des sélectionnés lors de la coupe d'Asie des nations de 1968.
Il a également participé aux JO de 1968.

## Palmarès
Hapoël Haïfa
- Coupe d'Israël (3) :
  - Vainqueur : 1962-63, 1965-66 et 1973-74.
  - Finaliste : 1963-64.

## Parcours d'entraîneur
- juil. 1993-oct. 1993 :  Hapoël Haïfa